# Der Held (Roman)
Der Held ist ein Roman von Karl Rühmann. Er wurde 2020 im Verlag Rüffer & Rub in Zürich veröffentlicht und im selben Jahr für den Schweizer Literaturpreis nominiert.

## Handlung
Nach fünfjähriger Verhandlung wird General Modoran vom Internationalen Strafgerichtshof in Den Haag in allen Anklagepunkten freigesprochen. Er kehrt als Held gefeiert in seine Heimat zurück, wo er vor der Presse sprechen und wichtige Volksvertreter treffen muss, bevor er in seinen Wohnort, ein Dorf oberhalb der Stadt Beregovo, zurückkehren darf. Auch dort wird er nicht in Ruhe gelassen, sondern unter Personenschutz gestellt. In seinem Heimatort wohnt auch Ana Tironi, die Witwe von Marko Tironi, einem ehemaligen Leutnant General Modorans. Ana Tironi, die jetzt ihren Sohn Miro alleine aufzieht, erfährt von Modorans Rückkehr und schreibt ihm einen Brief, in dem sie vom Schicksal ihrer Familie berichtet und ihre Freude über seine Rückkehr ausdrückt. Modoran lädt sie daraufhin zu sich ein und bietet ihr eine Stelle als Haushälterin an, die sie annimmt.
Durch ihre Arbeit hat Ana Tironi Zugang zum Briefverkehr zwischen Modoran und Oberst Bartok. Modoran steht seit seiner Rückkehr in Kontakt mit Bartok, mit dem er sich während seiner Untersuchungshaft in Scheveningen, obwohl sie ehemalige Kriegsgegner waren, angefreundet hat. Durch die Briefe erfährt Ana mehr über die Hintergründe des Krieges und der Anklage der beiden Männer vor Gericht, sowie über die „Operation Donner“, in deren Folge Marko Tironi zu Tode gekommen ist.
Im Verlauf der Briefwechsel verschlechtern sich die Beziehungen zwischen Modoran und Bartok wegen Meinungsverschiedenheiten, besonders über das Verhalten des Generals nach seiner Freilassung und über den genauen Verlauf der «Operation Donner».
Nachdem Ana Tironi in den Briefen den Namen ihres Mannes, in Kombination mit der Erwähnung eines Verhörprotokolls entdeckt hat, kontaktiert sie Oberst Bartok in der Hoffnung, die Wahrheit herauszufinden. Sie wird von einem der Anwälte des Obersten zu einem Treffen eingeladen. Sie stimmt zu und schlägt Zürich als neutralen Treffpunkt vor, wo sie selbst eine Schwester hat. Beim Treffen erhält sie Einsicht in das Verhörprotokoll Aus Angst vor Repressionen in ihrer Heimat entscheidet sie sich, in der Schweiz zu bleiben. Wenig später erfährt sie durch das Schweizer Fernsehen von der Verhaftung General Modorans „aufgrund neuer Beweise und Zeugenaussagen“.

## Hintergründe
Karl Rühmann  war selbst im Jugoslawienkrieg Soldat in der jugoslawischen Volksarmee. Seine Eltern lebten während des Bürgerkriegs an der Frontlinie. Zur Vorbereitung seines Buches studierte er Videoprotokolle des Internationalen Strafgerichtshofs in Den Haag.

## Charaktere

### General Modoran
General Modoran ist ein ehemaliger hoher Offizier, der aufgrund seiner Entscheide im Krieg als Kriegsverbrecher angeklagt wurde. Nach der Untersuchungshaft in Den Haag kehrt er in seine Heimat zurück, wo er als mutige und entschlossene Persönlichkeit angesehen wird und als Held geehrt wird. Doch dieser Ruhm und der Medienrummel sind ihm eine Last. Er sehnt sich nach einem ruhigen Leben, fernab vom Trubel und der Heldenverehrung. Obwohl vom Internationalen Gerichtshof freigesprochen, ist sein Gewissen ist immer noch tief belastet: «Ich verstehe, dass ich unschuldig bin, aber ich fühle es nicht». Ausserdem reflektiert die Aussage «Wir hätten den Krieg verhindern, nicht gewinnen sollen» von General Modoran sowohl die Tatsache, dass er den Krieg bereut, als auch, dass er trotz seiner Beliebtheit in seinem Heimatsort und dem Fakt, dass sein Freispruch als Sieg für alle freiheitsliebenden Menschen in seinem Land gilt, tiefe Schuldgefühle hegt. Der General kann sich nicht als Held sehen, da Helden eine gewisse Verantwortung gegenüber dem Volk haben und als Autorität dienen sollen. Der General will sich jedoch nicht politisch instrumentalisieren lassen und als ein «Artefakt» dienen, weshalb er den Heldentitel nicht wahrhaben will.

### Oberst Bartok
Oberst Bartok ist ein ehemaliger Offizier und geschickter Stratege, der wegen Kriegsverbrechen inhaftiert wurde, vom Gericht schuldig gesprochen wurde, der sich jedoch nicht als Schuldiger fühlt. Während des Krieges stand er auf der gegnerischen Seite von General Modoran. In seiner Gefangenschaft verbrachte Bartok aber dann fünf Jahre im Scheweninger Gefängnis in der Nachbarzelle des Generals. Es entwickelte sich in dieser Zeit eine enge Freundschaft zwischen den beiden Männern. Sie unternahmen gemeinsam Spaziergänge und  führten Gespräche, weshalb Bartok für den General zu Beginn der Geschichte als einzige Person gilt, von der er denkt, dass er sie wirklich versteht und seine inneren Konflikte nachvollziehen kann.
Oberst Bartok scheint eine weise Persönlichkeit zu sein, was sich in den Briefen, die er dem General schickt, des Öfteren zeigt. Gleichzeitig beschreibt der General ihn als humorvoll, da Bartok ihn während der Untersuchungshaft oft zum Lachen brachte und immer versucht, schwierige Situationen in der Realität durch Witze zu verharmlosen.

### Ana Tironi
Die Protagonistin Ana Tironi lebt mit ihrem 12-jährige Sohn Miro in Beregovo. Ihr Ehemann Marko Tironi ist im Krieg umgekommen. Ana sucht nach Antworten bezüglich seines Todes und stösst dabei aber auf eine Mauer aus Schweigen. Zu Tode kam er nach der schiefgelaufenen Operation „Donner“, die genauen Umstände werden als militärische Geheimnisse unter Verschluss gehalten. Anfangs ist sie eine schüchterne Frau, die im Verlauf der Geschichte an Selbstvertrauen gewinnt und sich als sehr mutig erweist. Ihre grösste Angst ist, dass ihr Sohn, den der Tod seines Vaters und die Umstände, wieso es dazu kommen konnte, sehr beschäftigen, ihr Fragen bezüglich Markos Tod stellen könnte, die sie nicht beantworten kann.

## Form, Aufbau und Sprache
Der Roman ist in Form eines Briefromans verfasst, der immer wieder durch Anas Gedanken und Überlegungen unterbrochen wird. Der Briefwechsel zwischen General Modoran und Oberst Bartok verläuft in einem höflichen, sachlichen und neutralen Ton, da die Briefe stets von einem Gefängnisbeamten gelesen werden, bevor sie weitergeleitet werden. Während dem Leser die Briefe von Beginn an bekannt sind, erhält Ana die Briefe erst zum Schluss des Romans. Dies führt dazu, dass der Leser von Beginn an besser informiert ist als Ana selbst, der Leser aber auf diese Weise Ana auf dem Weg zur Erkenntnis begleiten kann. Die Briefe, Anas Gespräche und Gedanken sind leicht verständlich formuliert. Durch einfache Formulierungen wird die Kommunikation zwischen Leser und Autor erleichtert und möglicherweise ein breiteres Zielpublikums erreicht.

## Motive und Themen
Wie der Schweizer Literaturkritiker Gallus Frie-Tomic in seiner ausführlichen Buchrezension schreibt, geht es Karl Rühmann „um die grossen Themen des Lebens; um Schuld, Vergebung, die Last der Vergangenheit, Verantwortung und das Gewissen“. Themen des Romans im Einzelnen sind die Nachwirkungen eines Kriegsgeschehens sowohl auf die beteiligten Soldaten als auch auf die Angehörigen in der Heimat. Es geht um Kriegsverbrechen einerseits, wobei der Autor die einzelnen Details nicht weiter ausführt, und andererseits das Heldentum, um die Figur des Kriegshelden überhaupt, was einen Helden ausmacht und wie er unter Umständen aus politischen Gründen instrumentalisiert wird. Verbunden mit diesem Thema ist das Problem von Recht und Gerechtigkeit, d. h. Teilnahme eines Soldaten am Krieg, sein Handeln im Krieg und schliesslich die Beurteilungen seines Handelns durch ein Gericht.